# Натирбово
Натирбово (рос. Натырбово; адиг. Натырбый) — село Кошехабльського району Адигеї Росії. Входить до складу Натирбовського сільського поселення.
Населення — 3113 особи (2015 рік).